# John W. Baldwin (historien)
Pour les articles homonymes, voir John Baldwin et Baldwin.
John Wesley Baldwin, né le 13 juillet 1929 à Chicago (Illinois) et mort le 8 février 2015 à Baltimore (Maryland), est un historien américain spécialiste du Moyen Âge.

## Biographie
John W. Baldwin a été familier de Paris durant plus de six décennies puisqu’il y vient pour la première fois en 1953 à l’aide d’une bourse Fulbright, y prépare sa thèse, y rencontre son épouse Jenny Jochens. Devenu Charles Homer Haskins Professor à l’Université Johns Hopkins de Baltimore, il est revenu régulièrement à Paris, et jusqu’en 2014 il y passait chaque année l’hiver ; il continuait ses recherches, il participait aux travaux de l’Académie des inscriptions et belles-lettres dont il était membre associé depuis 2003, il fréquentait de nombreux collègues français qui n’oublieront pas sa convivialité, sa science et sa finesse. Il laisse une œuvre très importante, notamment son étude sur Pierre le Chantre (Masters, Princes and Merchants, 1970), son édition des Registres de Philippe Auguste (1992), et son étude sur le gouvernement du même roi (trad. fr. 1991), ou encore, entre autres,  ses Langages de l’amour (2006) et son Paris, 1200 (2010). Il était un grand spécialiste du règne de Philippe Auguste.

## Ouvrages
- Philippe Auguste et son gouvernement, Paris, Fayard, 1991.
- Les langages de l'amour dans la France de Philippe Auguste, Paris, Fayard, 1997.
- (en) Masters, Princes and Merchants : The Social Views of Peter the Chanter and his Circle, Princeton, Princeton University Press, 1970.
- Paris, 1200, Paris, Aubier, 2006.